# Ezra Dean
Ezra Dean (* 9. April 1795 in Hillsdale, Columbia County, New York; † 25. Januar 1872 in Ironton, Ohio) war ein US-amerikanischer Politiker der Demokratischen Partei. Vom 4. März 1841 bis zum 3. März 1845 war er Mitglied des Repräsentantenhauses der Vereinigten Staaten für den 18. Kongressdistrikt des Bundesstaates Ohio.

## Biografie
Dean wurde in Hillsdale geboren. Dort besuchte er die Schulen. Er diente im Britisch-Amerikanischen Krieg. Nach dem Ende des Krieges studierte er Jura. 1823 wurde er als Rechtsanwalt zugelassen. 1824 zog er dann nach Ohio um. Zwischen 1834 und 1841 stand er als Richter in Diensten des Staates Ohio.
1840 wurde Dean erstmals ins US-Repräsentantenhaus gewählt. 1842 wurde er wiedergewählt, 1844 wurde er von seiner Partei nicht mehr nominiert. Er war bis zu seinem Tod 1872 in Ironton wieder als Rechtsanwalt tätig. Er wurde auf dem Woodland Cemetery beigesetzt.